# 反曲弓

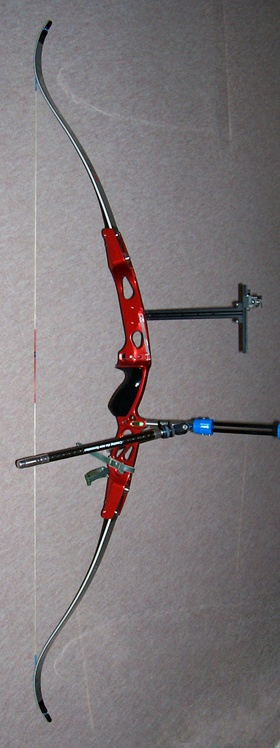
現代反曲弓

反曲弓是一種未上弓弦時，側面看來與普通長弓不同的弓：一把未上弓弦的反曲弓弓臂末端向外彎曲。其中一個專門的定義指出，反曲弓與其他弓的分別在於上弦的反曲弓的弓弦與其弓臂有所接觸。相比同等擁有直臂的弓，反曲弓可儲存更多能量，使得射出的箭有更高的動能。因此，反曲弓可以比普通的弓造得更短，卻可保持其威力。這個優勢使得反曲弓適合用於較長兵器會構成不便的地方，例如叢林、森林或馬背上。相對而言，傳統較直身的長弓會引起「層遞」的效應──即弓拉得愈開，拉弓所需的力會增加得非常顯著。
反曲的弓臂會使弓承受更大的拉力，而且射出箭時會產生更大的噪音。若反曲的程度過甚，會使弓上弦後變得不穩定。由於未上弦的反曲弓的形狀對於較少接觸的人容易引起混淆，很多美洲原住民的弓曾被外國人反向上弦，並引致發射時弓損毀。
反曲弓可分为两种：竞技反曲弓和狩猎反曲弓，弓身大体可分为弓身、弓臂、弓弦、箭座、瞄准器和平衡杆還有安定桿、上安定桿、下安定桿、弓臂吸震球。
傳統反曲弓代表有明式小稍弓、蒙古複合弓。